# John Grimwood
John Barton "Jack" Grimwood (25 tháng 10 năm 1898 – 1977) là một cầu thủ bóng đá người Anh từng thi đấu ở vị trí half-back. Ông gia nhập Manchester United vào tháng 5 năm 1919, và có màn ra mắt cho câu lạc bộ trong Manchester derby đầu tiên vào ngày 11 tháng 10 năm 1919, thay thế cho Lal Hilditch, khi đang thi đấu quốc tế. Với việc có thể thi đấu ở cả ba vị trí half-back, ông là một cầu thủ đa năng. Ông giúp United thăng hạng First Division ở mùa giải 1924-25. Tuy nhiên, ông dính chấn thương đầu gối trong phần lớn mùa giải tiếp theo và phải phẫu thuật. Mùa giải 1925-26, ông thường xuyên thi đấu ở vị trí centre-half, cùng với Frank Barson. Sau khi ghi 8 bàn trong 205 trận cho United, ông rời câu lạc bộ để đến Aldershot Town vào tháng 6 năm 1927. Sau đó ông gia nhập Blackpool và Altrincham. Sau đó ông làm việc trong ngành công nghiệp sữa.

## Đời sống cá nhân
Grimwood sinh ra ở Marsden, South Shields.